# Kayla van der Merwe
Kayla van der Merwe (15 de noviembre de 2002) es una deportista británica que compite en natación, especialista en el estilo braza. Ganó dos medallas en el Campeonato Mundial Junior de Natación de 2019, plata en 50 m braza y bronce en 100 m braza, y tres medallas en el Campeonato Europeo Junior de Natación de 2019.